# Різанина в Завадці Морохівській
Різанина в Завадці Морохівській — злочин, скоєний підрозділами Польської народної армії проти цивільного населення українського села Завадка Морохівська (пол. Zawadka Morochowska) 25 січня, 28 березня та 13 квітня 1946 року.

## Тло злочину
23 січня 1946 оперативна група 36-го підрозділу Олеховець із 80 солдатів, проводячи розвідку, розбила загони УПА в районі сіл Морохів та Мокре. У Завадці Морохівській підрозділ зіткнувся з більшою групою повстанців і змушений був відступити. На полі бою залишилися дві бойові машини і два 82-мм міномети. Спроба віднайти зброю наступного дня зазнала невдачі. Частина села у ході бойових дій була спалена, а загони УПА відступили.

## Злочин 25 січня 1946
25 січня до Завадки Морохівської увійшов загін Польської народної армії у складі 120 солдатів, спалив село і повбивав десятки людей, включаючи жінок і дітей. Командував нападом на село підполковник Станіслав Плуто[джерело?]. Це було зроблено попри те, що ніхто з жителів села не був членом УПА[джерело?]. Солдати 3 батальйону 34 полку, захоплені пізніше бійцями УПА показали, що винен у злочині 2 батальйон 34 полку 8 піхотної дивізії. Їх пояснення були опубліковані в брошурі ОУН під заголовком Кривавим шляхом сталінської демократії. Одна з жертв нападу, Катерина Томаш, перед смертю встигла повідомити прибулих партизанів УПА, що з солдатами бачила поляків — мешканців села Небещани[джерело?].
Кількість жертв першої хвилі злочинів у Завадці Морохівській не була чітко встановлена. Згадана вище брошура перелічує імена 56 вбитих, стверджуючи, що загалом жертв було близько 70. В інших джерела подаються також цифри 64, 68 або 78 вбитих. Злочин було скоєний з особливою жорстокістю, жертви були перед смертю понівечені й катовані. Більшість жертв були поховані у братській могилі на кладовищі в Завадці Мороховській, лише деякі з них поховані в сімейних могилах.
Того ж 25 січня 1946 року польські військові з того ж 34 полку піхоти підполковника Станіслава Плуто здійснили напад на сусіднє село Карликів, де спалили 11 хат та вбили 15 жителів. За ці злочини Станіслава Плуто негайно нагородили «Срібним Хрестом Заслуги» наказом командування Польського війська № 54 від 23.02.1946.

## Злочин 28 березня 1946 i 13 квітня 1946
28 березня 1946 підрозділ 34 полку вдруге з'явився у Завадці Морохівській. Українці почали втікати, а ті, хто не встиг — були згруповані біля будівлі школи. Командир відділу заявив, що всі учасники цього зібрання будуть вбиті через уникнення від'їзду до Радянського Союзу і за підтримку УПА. Тоді солдати розстріляли 11-х осіб, спалили кілька вцілілих після попереднього наступу хат; замордованих поховано у братській могилі.
Втретє загони Польської народної армії з'явилися у селі 13 квітня 1946 року і вбили ще 6 мирних мешканців[джерело?].

## Подальша доля села
30 квітня 1946 всім уцілілим мешканцям села було наказано виїхати до СРСР, загони Польської народної армії знову оточили село і відправили всіх мешканців до залізничної станції Загуж. Їх чисельність становила 73 особи. Депортації уникли лише мешканці, що були цього дня за межами села. Після виконання завдання примусового виселення Станіслав Плуто 1.06.1946 був звільнений з Польського війська і повернувся в СРСР.
28 квітня 1947 року, у рамках операції «Вісла» залишки українського населення (15 осіб) було вигнано в гетто в полі коло станції Щавне-Куляшне, потім завантажене у вагони і депортовано до Сілезії.
Так остаточно закінчилось існування Завадки Морохівської, у якій залишився лише цвинтар і церква, розібрана ймовірно в 1950-х роках[джерело?].

## Пам'ять
Протягом багатьох років про Завадку та її трагічну долю не було жодних публікацій. В 1986 на сторінках журналу "Культура", що видавалася в Парижі, з'явився лист Юрія Білаша, що 8-місячною дитиною втратив майже всю родину в день скоєння злочину. В 1998 році Газета Виборча опублікувала репортаж Право на терпіння П.Смоленського, передрукований у книзі Pochówek dla rezuna.
У жовтні 1997 року утворився комітет пам'яті вбитих мешканців Завадки Морохівської, а в 1998 повстав пам'ятник, на якому вміщено список 73 відомих імен жертв. Пам'ятник і впорядкований цвинтар став місцем меморіальних заходів, у яких беруть участь представники місцевих органів влади, посольства України в Польщі, Об'єднання українців у Польщі та духівників греко-католицької та православної церков.

## Виноски
1. ↑  Z. Jackiewicz: Wojska Ochrony Pogranicza s. 112
2. ↑  Jarosław Staruch «Iarlan» Krwawym szlakiem stalinowskiej demokracji w: Litopys UPA, t. VIII, (1946)
3. ↑  Krwawym szlakiem stalinowskiej demokracji w: Litopys UPA, t. VIII, (1946)
4. 1 2   J.Pisuliński, Tragiczne mikrohistorie: Zawadka Morochowska [w:] Akcja «Wisła», pod red. J. Pisulińskiego, Warszawa 2003, s. 198
5. 1 2 3  Strona poświęcona Zawadce Morochowskiej
6. ↑  Акція «Вісла». Документи / упор. Євген Місило. — Львів; Нью-Йорк: Наукове товариство ім. Т. Шевченка, 1997. — ISBN 5-7707-8504-7. — С. 200, 270, 455.
7. ↑  Гук Богдан, Козак Михайло, Новосад Микола, Яремко Адам, Чужине, іди скажи Україні. Увічнення трагедії Закерзоння в 1944-1947 роках, Przemyśl 2001
8. ↑  Michał Boltryk, Parastas na miejscu zbrodni